# Château de Fromentières
Le château de Fromentières est un château situé à Chinon dans le département français d'Indre-et-Loire.
Datant du XVe siècle, il est inscrit comme monuments historiques en 1949. Il est relevé de ses ruines et entièrement restauré après son rachat dans la seconde partie des années 2000.

## Localisation
Le château de Fromentières est construit entre les vallées de la Loire au nord et de la Vienne au sud, à une altitude d'environ 48 m au pied de l'un des puys du Chinonais. Il se situe à l'extrême nord-ouest du territoire communal de Chinon, non loin des limites avec Beaumont-en-Véron et Huismes.

## Histoire
Le château est une ancienne demeure seigneuriale construite sous Charles VII et c'est alors un fief de la paroisse de Saint-Louand relevant de Chinon. Il appartient à un écuyer du roi.
Après de nombreux changements de propriétaires au fil des siècles, le château de Fromentières est abandonné en 1906 mais il fait l’objet d’une inscription au titre des monuments historiques par arrêté du 22 novembre 1949, époque à laquelle il est entièrement délabré. En 1966 il est racheté mais les travaux de restauration se limitent à la tourelle sud dont la toiture est refaite et à des travaux de déblaiement qui révèlent en 1968 l'entrée d'un souterrain éboulé.
À partir de 2006 un nouveau propriétaire en effectue la reconstruction complète.

## Description

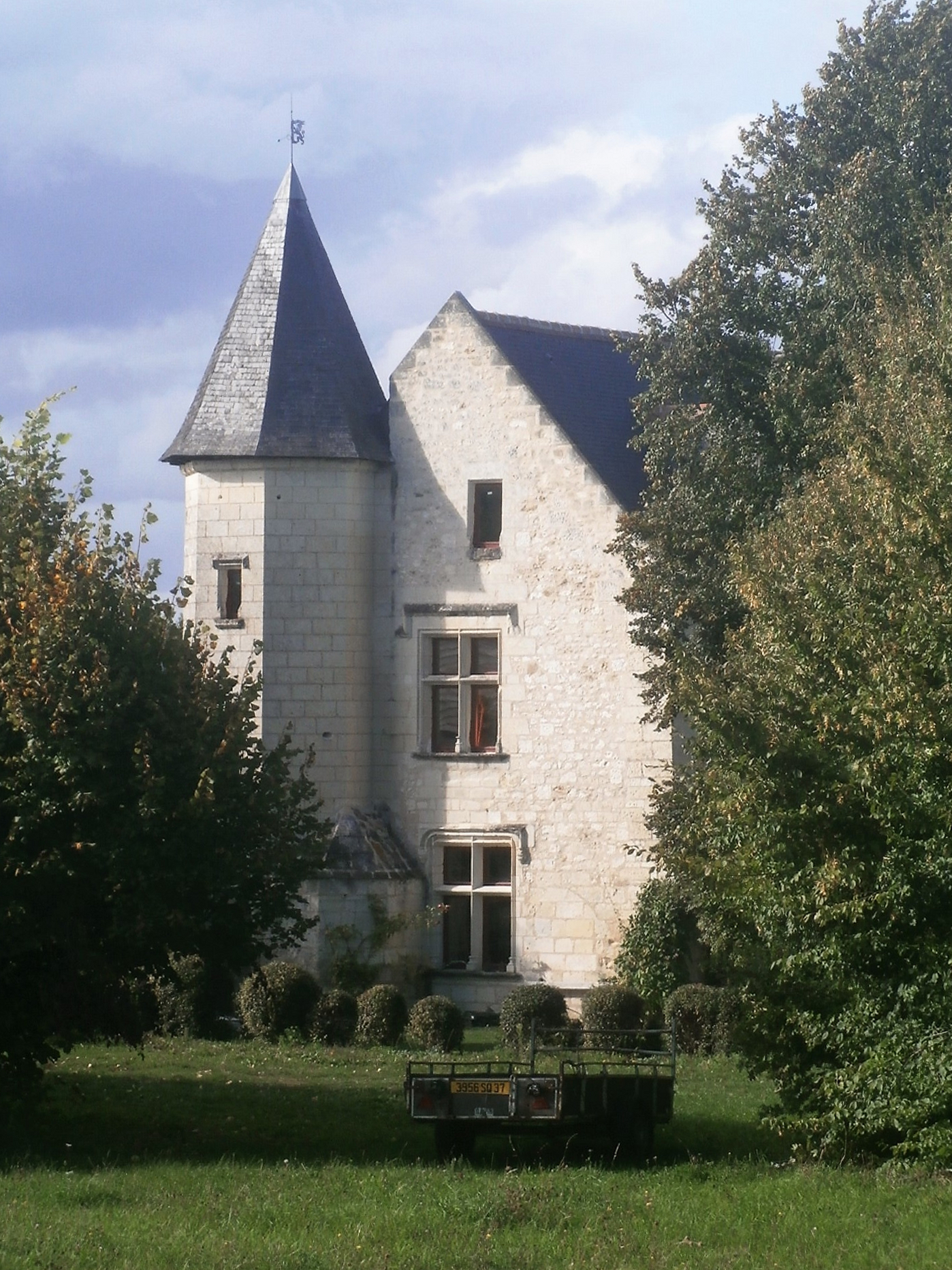
Façade sud.

Le corps de logis principal comprend deux ailes perpendiculaires comportant chacune un rez-de-chaussée et un étage percés de fenêtres à meneaux, l'ensemble étant surmonté d'un comble.
La cour ainsi délimitée, ouverte au sud et à l'est, est bordée au nord par une aile dont seul le mur pignon est en pierre, les murs gouttereaux étant à pans de bois ; ce pignon porte deux cheminées superposées, celle de l'étage plus ouvragée que celle du rez-de-chaussée.
L'aile ouest, contrairement à la précédente, ne semble pas disposer de cheminée au rez-de-chaussée. Cette aile est accompagnée, à son angle sud-ouest, d'une tour polygonale en maçonnerie de grand appareil contenant la vis en pierre reliant les différents niveaux. La porte de son rez-de-chaussée s'orne d'un blason martelé et ses murs dont percés de petites meurtrières de défense. L'emplacement de cette tour d’escalier à l'extrémité de l'ensemble est assez peu habituel.